# Saqqaq (Sisimiut)
Saqqaq [ˈsɑqːɑq] (nach alter Rechtschreibung Sarĸaĸ) ist eine wüst gefallene grönländische Siedlung im Distrikt Sisimiut in der Qeqqata Kommunia.

## Lage
Saqqaq liegt auf der kleinen Insel Nanortalik, die sich in einem Schärengarten westlich der Insel Sallersua befindet. Von Saqqaq aus sind es 27 km nach Norden bis Sisimiut, 33 km nach Nordosten bis Sarfannguit und 15 km nördlich von Itilleq.

## Geschichte
Saqqaq wurde vermutlich zwischen 1875 und 1885 besiedelt. Ab 1911 gehörte Saqqaq zur Gemeinde Itilleq.
1918 lebten 41 Menschen am Wohnplatz, die in vier Häusern wohnten. Es heißt, dass einige von ihnen von Familien aus Paamiut abstammten. Es gab einen Katechet mit Abschluss an der Katechetenschule. Die vierzehn Jäger fingen hauptsächlich Robben.
1929 wurde eine Schulkapelle gebaut. 1932 wurde ein 87 m² großes Fischhaus errichtet, für das 1952 zehn Fischer 44 t Dorsch fingen. 1950 wurde Saqqaq Teil der neuen Gemeinde Sisimiut. Die Einwohnerzahl lag lange konstant bei etwa 50 Menschen, bevor Saqqaq 1952 aufgegeben wurde.

## Söhne und Töchter
- Anguteeraq Davidsen (1931–2005), Politiker (Atassut)